# Leichtathletik-Weltmeisterschaften 2017/Teilnehmer (Mexiko)
| Gelbes Symbol für Goldmedaillen mit stilisierten Olympischen Ringen | Graues Symbol für Silbermedaillen mit stilisierten Olympischen Ringen | Braundes Symbol für Bronzemedaillen mit stilisierten Olympischen Ringen |
| ------------------------------------------------------------------- | --------------------------------------------------------------------- | ----------------------------------------------------------------------- |
| —                                                                   | —                                                                     | —                                                                       |

Von Mexiko wurden vier Athletinnen und elf Athleten für die Leichtathletik-Weltmeisterschaften 2017 in London nominiert.

## Ergebnisse

### Frauen

#### Laufdisziplinen
| Athletin                 | Disziplin   | Vorlauf | Vorlauf | Halbfinale | Halbfinale | Finale       | Finale |
| Athletin                 | Disziplin   | Zeit    | Platz   | Zeit       | Platz      | Zeit         | Platz  |
| ------------------------ | ----------- | ------- | ------- | ---------- | ---------- | ------------ | ------ |
| Margarita Hernández      | 10.000 m    |         |         |            |            | 33:06,53 min | 29     |
| María Guadalupe González | 20 km Gehen |         |         |            |            | 1:26:19 h SB | Silber |
| María Guadalupe Sánchez  | 20 km Gehen |         |         |            |            | DSQ          | ––     |

#### Sprung/Wurf
| Athletin         | Disziplin  | Qualifikation | Qualifikation | Finale             | Finale             |
| Athletin         | Disziplin  | Weite/Höhe    | Platz         | Weite/Höhe         | Platz              |
| ---------------- | ---------- | ------------- | ------------- | ------------------ | ------------------ |
| Jessamyn Sauceda | Weitsprung | 5,61 m        | 29            | nicht qualifiziert | nicht qualifiziert |

### Männer

#### Laufdisziplinen
| Athlet              | Disziplin   | Vorlauf     | Vorlauf | Halbfinale         | Halbfinale         | Finale             | Finale             |
| Athlet              | Disziplin   | Zeit        | Platz   | Zeit               | Platz              | Zeit               | Platz              |
| ------------------- | ----------- | ----------- | ------- | ------------------ | ------------------ | ------------------ | ------------------ |
| Jesús Tonatiú López | 800 m       | 1:46,71 min | 22      | nicht qualifiziert | nicht qualifiziert | nicht qualifiziert | nicht qualifiziert |
| Pedro Daniel Gómez  | 20 km Gehen |             |         |                    |                    | 1:24:11 h          | 43                 |
| Eder Sánchez        | 20 km Gehen |             |         |                    |                    | DNF                | ––                 |
| Jesús Tadeo Vega    | 20 km Gehen |             |         |                    |                    | 1:23:10 h SB       | 35                 |
| Horacio Nava        | 50 km Gehen |             |         |                    |                    | 3:47:53 h SB       | 16                 |
| José Leyver Ojeda   | 50 km Gehen |             |         |                    |                    | 3:51:17 h          | 21                 |
| Omar Zepeda         | 50 km Gehen |             |         |                    |                    | DSQ                | ––                 |
| Ricardo Ramos       | Marathon    |             |         |                    |                    | 2:41:50 h SB       | 70                 |

#### Sprung/Wurf
| Athlet          | Disziplin  | Qualifikation | Qualifikation | Finale             | Finale             |
| Athlet          | Disziplin  | Weite/Höhe    | Platz         | Weite/Höhe         | Platz              |
| --------------- | ---------- | ------------- | ------------- | ------------------ | ------------------ |
| Edgar Rivera    | Hochsprung | 2,29 m        | 11            | 2,29 m             | 4                  |
| Alberto Álvarez | Dreisprung | 16,48 m       | 20            | nicht qualifiziert | nicht qualifiziert |
| Diego del Real  | Hammerwurf | 71,29 m       | 26            | nicht qualifiziert | nicht qualifiziert |